# Glory (kick-boxing)
Pour les articles homonymes, voir Glory.
Glory, anciennement le Glory World Series, est une promotion internationale de kick-boxing fondée en 2012 à Singapour.

## Historique

### Époque originelle Golden Glory
Fondé par le promoteur de sport de combat Bas Boon avec l’entraîneur Martijn de Jong et le spécialiste des médias Bertrand van der Ryd en 2006 à Amsterdam. Les événements du Glory se veulent être pour les combattants de kickboxing une promotion stable face à la concurrence.
Au début connu sous le nom de Ultimate Glory avant un procès face à Zuffa (société mère de l'Ultimate Fighting Championship) qui force la promotion de kickboxing à changer de nom en United Glory.
Le premier événement important, le Ultimate Glory 11 se déroule à Amsterdam le 17 octobre 2009 avec des combattants tel que Alexey Ignashov et Semmy Schilt et d'autres combattants d'ordre mondial.
En octobre 2010, les Glory World Series 2010-2011 commencent avec un tournoi de 8 combattants de MMA en 77 kilo max et un tournoi de kickboxing en poids lourds.
Le premier événement se déroule à Amsterdam lors de l'United Glory 12 et le second lors du United Glory 13 en Belgique en mars 2013 après avoir été repoussé à cause de blessures trop nombreuses. Les finales prennent place en mai 2011 à Moscou, où Gökhan Saki gagne le tournoi de kickboxing et Siyar Bahadurzada gagne le tournoi de MMA.

### Époque Glory Sports International
Lorsque le K-1, historiquement la première promotion mondiale de kickboxing, a de gros problèmes financiers en 2011, Total Sports Asia essaye d'acheter Golden Glory.
Lorsque le K-1 a été vendu à Gunil Kim et EMCOM Entertainment Inc ; Total Sports Asia et des investisseurs décident de créer une nouvelle organisation de kickboxing appelé GLORY en achetant "United Glory" et "It's Showtime" afin de garantir des événements mondiaux, et pour « sécuriser » tous les meilleurs combattants du monde.
De plus la nouvelles promotion fait rentrer dans ses rangs des combattants telles que Peter Aerts, Remy Bonjasky, Semmy Schilt, Gökhan Saki, Daniel Ghiţă, Albert Kraus, Giorgio Petrosyan ou Yoshihiro Sato.
Le Glory met en place un nouveau format de tournoi : Grand Slam, qui se déroule en 16 hommes durant une soirée. Le 31 décembre 2012 ce format est utilisé pour la première fois à Tokyo.
Glory Sports International produit un double show lors de la Saint-Sylvestre 2012 au Saitame arena. L'événement commence avec le renouveau du Dream, organisation de MMA qui était en veille et il s'ensuit le Glory 4 et son tournoi Grand Slam poids lourd en kickboxing avec des combattants présents tels que Semmy Schilt, Peter Aerts ou Remy Bonjasky pour ne citer qu'eux.
En novembre 2012, le Glory entre en partenariat avec une organisation de MMA d'Asie : le ONE Fighting Championship pour partager les combattants.

## Événements
| Événement                                             | Date              | Lieu                            | Ville                                 | Spectateurs |
| ----------------------------------------------------- | ----------------- | ------------------------------- | ------------------------------------- | ----------- |
| Glory 36: Oberhausen                                  | 3 décembre 2016   | Konig Pilsener Arena            | Oberhausen, Allemagne                 |             |
| Glory 35: Nice                                        | 5 novembre 2016   | Palais Nikaia                   | Nice, France                          |             |
| Glory 34: Denver                                      | 21 octobre 2016   | 1stBank Center                  | Broomfield, Colorado, États-Unis      |             |
| Glory 33: New Jersey                                  | 9 septembre 2016  | Sun National Bank Center        | Trenton, New Jersey, États-Unis       |             |
| Glory 32: Virginia                                    | 22 juillet 2016   | Ted Constant Convocation Center | Norfolk, Virginie, États-Unis         |             |
| Glory 31: Amsterdam                                   | 25 juin 2016      | Amsterdam RAI                   | Amsterdam, Pays-Bas                   | 3,500       |
| Glory 30: Los Angeles                                 | 13 mai 2016       | Citizens Business Bank Arena    | Ontario, Californie, États-Unis       | 1,750       |
| Glory 29: Copenhagen                                  | 16 avril 2016     | Forum Copenhagen                | Copenhague, Danemark                  | 1,250       |
| Glory 28: Paris                                       | 12 mars 2016      | AccorHotels Arena               | Paris, France                         | 2,750       |
| Glory 27: Chicago                                     | 26 février 2016   | Sears Centre                    | Hoffman Estates, Illinois, États-Unis | 2,000       |
| Glory 26: Amsterdam                                   | 4 décembre 2015   | Amsterdam RAI                   | Amsterdam, Pays-Bas                   | 8,000       |
| Glory 25: Milan                                       | 6 novembre 2015   | PalaIper                        | Monza, Italie                         | 6,750       |
| Glory 24: Denver                                      | 9 octobre 2015    | Magness Arena                   | Denver, Colorado, États-Unis          | 3,500       |
| Bellator MMA & Glory: Dynamite 1                      | 19 septembre 2015 | SAP Center                      | San Jose, Californie, États-Unis      | 11,000      |
| Glory 23: Las Vegas                                   | 7 août 2015       | Hard Rock Hotel and Casino      | Las Vegas, Nevada, États-Unis         | 2,200       |
| Glory 22: Lille                                       | 5 juin 2015       | Stade Pierre-Mauroy             | Lille, France                         | 6,500       |
| Glory 21: San Diego                                   | 8 mai 2015        | Valley View Casino Center       | San Diego, Californie, États-Unis     | 1,500       |
| Glory 20: Dubai                                       | 3 avril 2015      | Dubai World Trade Centre        | Dubai, Émirats                        | 1,000       |
| Glory 19: Virginia                                    | 6 février 2015    | Hampton Coliseum                | Hampton, Virginie, États-Unis         | 3,500       |
| Glory 18: Oklahoma - Return To Glory                  | 7 novembre 2014   | Grand Casino Hotel Resort       | Shawnee, Oklahoma, États-Unis         | 1,000       |
| Glory 17: Los Angeles - Last Man Standing             | 21 juin 2014      | The Forum                       | Inglewood, Californie, États-Unis     | 4,000       |
| Glory 16: Denver                                      | 3 mai 2014        | 1stBank Center                  | Broomfield, Colorado, États-Unis      | 2,350       |
| Glory 15: Istanbul                                    | 12 avril 2014     | Ülker Sports Arena              | Istanbul, Turquie                     |             |
| Glory 14: Zagreb                                      | 8 mars 2014       | Arena Zagreb                    | Zagreb, Croatie                       |             |
| Glory 13: Tokyo                                       | 21 décembre 2013  | Ariake Coliseum                 | Tokyo, Japon                          |             |
| Glory 12: New York                                    | 23 novembre 2013  | Madison Square Garden           | New York, New York, États-Unis        |             |
| Glory 11: Chicago                                     | 12 octobre 2013   | Sears Centre                    | Hoffman Estates, Illinois, États-Unis |             |
| Glory 10: Los Angeles                                 | 28 septembre 2013 | Citizens Business Bank Arena    | Ontario, Californie, États-Unis       | 2 200       |
| Glory 9: New York                                     | 22 juin 2013      | Hammerstein Ballroom            | New York, New York, États-Unis        | 1 950       |
| 2013 Road to Glory USA Heavyweight Tournament         | 14 juin 2013      | Hard Rock Hotel and Casino      | Tulsa, Oklahoma, États-Unis           |             |
| 2013 Road to Glory USA 70 kg Tournament               | 11 mai 2013       | The Rave                        | Milwaukee, Wisconsin, États-Unis      |             |
| Glory 8: Tokyo                                        | 3 mai 2013        | Ariake Coliseum                 | Tokyo, Japon                          | 3 500       |
| 2013 Road to Glory Japan 85 kg Tournament             | 3 mai 2013        | Ariake Coliseum                 | Tokyo, Japon                          |             |
| Glory 7: Milan                                        | 20 avril 2013     | Mediolanum Forum                | Milan, Italie                         | 10 000      |
| Glory 6: Istanbul                                     | 6 avril 2013      | Ülker Arena                     | Istanbul, Turquie                     | 12 000      |
| Glory 5: London                                       | 23 mars 2013      | ExCeL Arena                     | Londres, Angleterre                   | 4 500       |
| 2013 Road to Glory USA 77 kg Tournament               | 22 mars 2013      | Capitale                        | New York, New York, États-Unis        |             |
| 2013 Road to Glory Japan 65 kg Tournament             | 10 mars 2013      | Differ Ariake Arena             | Tokyo, Japon                          |             |
| 2013 Road to Glory USA 85 kg Tournament               | 9 février 2013    | Hollywood Park Casino           | Los Angeles, Californie, États-Unis   |             |
| 2013 Road to Glory USA 95 kg Tournament               | 2 février 2013    | Hard Rock Hotel and Casino      | Tulsa, Oklahoma, États-Unis           |             |
| Dream 18 & Glory 4: Tokyo                             | 31 décembre 2012  | Saitama Super Arena             | Saitama, Japon                        | 15 000      |
| Glory 3: Rome                                         | 3 novembre 2012   | PalaLottomatica                 | Rome, Italie                          |             |
| Glory 2: Bruxelles                                    | 6 octobre 2012    | Forest National                 | Bruxelles, Belgique                   |             |
| Glory 1: Stockholm                                    | 26 mai 2012       | Ericsson Globe                  | Stockholm, Suède                      |             |
| United Glory 15                                       | 23 mars 2012      | Dynamo Sports Palace            | Moscou, Russie                        |             |
| United Glory 14: 2010-2011 World Series Finals        | 28 mai 2011       | Moscow Forum Hall               | Moscou, Russie                        |             |
| United Glory 13: 2010-2011 World Series Semifinals    | 19 mars 2011      | Spiroudome                      | Charleroi, Belgique                   |             |
| United Glory 12: 2010-2011 World Series Quarterfinals | 16 octobre 2010   | Amsterdam Centraal              | Amsterdam, Pays-Bas                   |             |
| Ultimate Glory 11: A Decade of Fights                 | 17 octobre 2009   | Amsterdam Centraal              | Amsterdam, Pays-Bas                   |             |
| Ultimate Glory 10: The Battle of Arnhem               | 9 novembre 2008   | Rijnhal                         | Arnhem, Pays-Bas                      |             |
| Ultimate Glory 9: Swiss Las Vegas                     | 2 août 2008       | Triavium                        | Bâle, Suisse                          |             |
| Ultimate Glory 8                                      | 6 juin 2008       | Triavium                        | Nimègue, Pays-Bas                     |             |
| Ultimate Glory 7                                      | 20 janvier 2008   | De Flint                        | Amersfoort, Pays-Bas                  |             |
| Ultimate Glory 6: Ede's Best against the Rest         | 17 novembre 2007  | Reehorst Sports Hall            | Ede, Pays-Bas                         |             |
| Ultimate Glory 5: Stronger                            | 9 septembre 2007  | De Flint                        | Amersfoort, Pays-Bas                  |             |
| Ultimate Glory 4: 20 Years Anniversary                | 2 septembre 2007  | Hof van Salland                 | Diepenveen, Pays-Bas                  |             |
| Ultimate Glory 3: Upside Down                         | 20 mai 2007       | De Flint                        | Amersfoort, Pays-Bas                  |             |
| Ultimate Glory 2                                      | 21 janvier 2007   | De Flint                        | Amersfoort, Pays-Bas                  |             |
| Ultimate Glory 1                                      | 17 septembre 2006 | Sporthal de Zielhorst           | Amersfoort, Pays-Bas                  |             |

## Champion

### Champions actuels
| Division            | Poids limite | Champion                 | Date             | Événement             | Défense de titre |
| ------------------- | ------------ | ------------------------ | ---------------- | --------------------- | ---------------- |
| Poids lourds        | +95 kg       | Rico Verhoeven           | 21 juin 2014     | Glory 17: Los Angeles | 4                |
| Poids lourds-légers | 95 kg        | Artem Vakhitov           | 12 mars 2016     | Glory 28: Paris       | 0                |
| Poids moyens        | 85 kg        | Simon Marcus             | 26 février 2016  | Glory 27 : Chicago    | 1                |
| Poids mi-moyens     | 77 kg        | Cédric Doumbe            | 3 juillet 2019   | Glory 64: Strasbourg  | 1                |
| Poids légers        | 70 kg        | Tyjani Beztati           | 4 septembre 2021 | Glory 78 : Amsterdam  | 1                |
| Poids plumes        | 65 kg        | Petchpanomrung Kiatmokao | 22 juillet 2016  | Glory 32 : Virginia   | 0                |

### Championnat poids lourds
+95 kg (+209 lb)
| No.                                                                                           | Nom                               | Événement                                               | Date         | Règne (Total)                   | Défenses de titre |
| --------------------------------------------------------------------------------------------- | --------------------------------- | ------------------------------------------------------- | ------------ | ------------------------------- | --- |
| 1                                                                                             | Semmy Schilt def. Errol Zimmerman | Glory 1: Stockholm Stockholm, Suède                     | 26 mai 2012  | 395 jours                       | |
| Schilt laisse le titre vacant après s'être retiré dû à un problème cardiaque le 26 juin 2013. |                                   |                                                         |              |                                 | |
| 2                                                                                             | Rico Verhoeven def. Daniel Ghiță  | Glory 17: Los Angeles Inglewood, Californie, États-Unis | 21 juin 2014 | 4 039 jours (champion en titre) | 1. def. Errol Zimmerman au Glory 19: Virginia le 6 février 2015 2. def. Benjamin Adegbuyi au Glory 22: Lille le 5 juin 2015 3. def. Benjamin Adegbuyi au Glory 26: Amsterdam le 4 décembre 2015 4. def. Mladen Brestovac au Glory 28: Paris le 12 mars 2016 |

### Championnat poids lourds-légers
-95 kg (-209,4 lb)
| No.                                                                        | Nom                                                 | Événement                                                         | Date              | Règne (Total)                   | Défenses de titre |
| -------------------------------------------------------------------------- | --------------------------------------------------- | ----------------------------------------------------------------- | ----------------- | ------------------------------- | ----------------- |
| 1                                                                          | Gökhan Saki def. Tyrone Spong                       | Glory 15: Istanbul Istanbul, Turquie                              | 12 avril 2014     | 471 jours                       |                   |
| Saki s'est vu retirer le titre pour cause d'inactivité le 27 juillet 2015. |                                                     |                                                                   |                   |                                 |                   |
| 2                                                                          | Saulo Cavalari def. Zack Mwekassa                   | Bellator MMA & Glory: Dynamite 1 San Jose, Californie, États-Unis | 19 septembre 2015 | 176 jours                       |                   |
| 3                                                                          | Artem Vakhitov                                      | Glory 28: Paris Paris, France                                     | 12 mars 2016      | 3 409 jours (champion en titre) |                   |
| -                                                                          | Zack Mwekassa def. Mourad Bouzidi for Interim Title | Glory 31: Amsterdam Amsterdam, Pays-Bas                           | 25 juin 2016      | 3 304 jours (champion en titre) |                   |

### Championnat poids moyens
-85 kg (-187 lb)
| No. | Nom                            | Événement                                               | Date            | Règne (Total)                   | Défenses de titre                                               |
| --- | ------------------------------ | ------------------------------------------------------- | --------------- | ------------------------------- | --------------------------------------------------------------- |
| 1   | Artem Levin def. Joe Schilling | Glory 17: Los Angeles Inglewood, Californie, États-Unis | 21 juin 2014    | 616 jours                       | 1. nul contre Simon Marcus au Glory 21: San Diego le 8 mai 2015 |
| 2   | Simon Marcus                   | Glory 27: Chicago Hoffman Estates, Illinois, États-Unis | 26 février 2016 | 3 424 jours (champion en titre) | 1. def. Dustin Jacoby au Glory 30: Los Angeles le 13 mai 2016   |

### Championnat poids mi-moyens
-77 kg (-169,8 lb)
| No.                                                                                    | Nom                                   | Événement                                               | Date           | Règne (Total)                   | Défenses de titre |
| -------------------------------------------------------------------------------------- | ------------------------------------- | ------------------------------------------------------- | -------------- | ------------------------------- | --- |
| 1                                                                                      | Marc de Bonte def. Karapet Karapetyan | Glory 16: Denver Broomfield, Colorado, États-Unis       | 3 mai 2014     | 50 jours                        | |
| 2                                                                                      | Joseph Valtellini                     | Glory 17: Los Angeles Inglewood, Californie, États-Unis | 21 juin 2014   | 348 jours                       | |
| Valtellini laisse le titre vacant souffrant de syndrome post-contusion le 4 juin 2015. |                                       |                                                         |                |                                 | |
| 3                                                                                      | Nieky Holzken def. Raymond Daniels    | Glory 23: Las Vegas Las Vegas, Nevada, États-Unis       | August 7, 2015 | 3 627 jours (champion en titre) | 1. def. Murthel Groenhart au Glory 26: Amsterdam le 4 décembre 2015 2. def. Yoann Kongolo au Glory 29: Copenhagen le 16 avril 2016 |

### Championnat poids légers
-70 kg (-154,3 lb)
| No. | Nom                          | Événement                                              | Date            | Règne (Total)                   | Défenses de titre |
| --- | ---------------------------- | ------------------------------------------------------ | --------------- | ------------------------------- | --- |
| 1   | Davit Kiria def. Andy Ristie | Glory 14: Zagreb Zagreb, Croatie                       | 8 mars 2014     | 245 jours                       | |
| 2   | Robin van Roosmalen          | Glory 18: Oklahoma Oklahoma City, Oklahoma, États-Unis | 7 novembre 2014 | 597 jours                       | 1. def. Andy Ristie au Glory 20: Dubai le 3 avril 2015 2. def. Sitthichai Sitsongpeenong au Glory 25: Milan le 6 novembre 2015 |
| 3   | Sitthichai Sitsongpeenong    | Glory 31: Amsterdam Amsterdam, Pays-Bas                | 25 juin 2016    | 3 304 jours (champion en titre) | |

### Championnat poids plumes
-65 kg (-143,3 lb)
| No. | Nom                             | Événement                                        | Date            | Règne (Total)                   | Défenses de titre                                       |
| --- | ------------------------------- | ------------------------------------------------ | --------------- | ------------------------------- | ------------------------------------------------------- |
| 1   | Gabriel Varga def. Mosab Amrani | Glory 20: Dubai Dubai, Émirats                   | 3 avril 2015    | 218 jours                       |                                                         |
| 2   | Serhiy Adamchuk                 | Glory 25: Milan Milan, Italie                    | 6 novembre 2015 | 260 jours                       | 1. def. Mosab Amrani au Glory 28: Paris le 12 mars 2016 |
| 3   | Gabriel Varga (2)               | Glory 32: Virginia Norfalk, Virginie, États-Unis | 22 juillet 2016 | 3 277 jours (champion en titre) |                                                         |

### Champions des tournois
| Tournoi                                                    | Date              | Catégorie                             | Gagnant           | Finaliste           |
| ---------------------------------------------------------- | ----------------- | ------------------------------------- | ----------------- | ------------------- |
| 2012 Glory 70 kg Slam Tournament                           | 3 novembre 2012   | Poids légers (-70 kg/154,3 lb)        | Giorgio Petrosyan | Robin van Roosmalen |
| 2012 Glory Heavyweight Grand Slam Tournament               | 31 décembre 2012  | Poids lourds (+95 kg/209,4 lb)        | Semmy Schilt      | Daniel Ghiţă        |
| 2013 Glory 65 kg Slam Tournament                           | 3 mai 2013        | Poids plumes (-65 kg/143,3 lb)        | Yuta Kubo         | Masaaki Noiri       |
| 2013 Glory 95 kg Slam Tournament                           | 22 juin 2013      | Poids lourd-légers (-95 kg/209,4 lb)  | Tyrone Spong      | Danyo Ilunga        |
| 2013 Glory Middleweight World Championship Tournament      | 28 septembre 2013 | Poids moyens (-85 kg/187 lb)          | Joe Schilling     | Artem Levin         |
| 2013 Glory Heavyweight World Championship Tournament       | 12 octobre 2013   | Poids lourds (+95 kg/209 lb)          | Rico Verhoeven    | Daniel Ghiță        |
| 2013 Glory Lightweight World Championship Tournament       | 232 novembre 2013 | Poids légers (-70 kg/154,3 lb)        | Andy Ristie       | Robin van Roosmalen |
| 2013 Glory Welterweight World Championship Tournament      | 21 décembre 2013  | Poids mi-moyens (-77 kg/169,8 lb)     | Nieky Holzken     | Joseph Valtellini   |
| 2014 Glory Light Heavyweight World Championship Tournament | 12 avril 2014     | Poids lourds-légers (-95 kg/209,4 lb) | Gökhan Saki       | Tyrone Spong        |
| 2014 Glory Middleweight Last Man Standing Tournament       | 21 juin 2014      | Poids moyens (-85 kg/187,4 lb)        | Artem Levin       | Joe Schilling       |

### Vainqueur des tournoisRoad to Glory
| Tournoi                                       | Date           | Catégorie                         | Gagnant           | Finaliste      |
| --------------------------------------------- | -------------- | --------------------------------- | ----------------- | -------------- |
| 2013 Road to Glory USA 95 kg Tournament       | 2 février 2013 | Light Heavyweight (-95 kg/209 lb) | Dustin Jacoby     | Brian Collette |
| 2013 Road to Glory USA 95 kg Tournament       | 9 février 2013 | Middleweight (-85 kg/187 lb)      | Mike Lemaire      | Eddie Walker   |
| 2013 Road to Glory Japan 65 kg Tournament     | 10 mars 2013   | Featherweight (-65 kg/143 lb)     | Masaaki Noiri     | Yuki           |
| 2013 Road to Glory USA 77 kg Tournament       | 22 mars 2013   | Welterweight (-77 kg/170 lb)      | Francois Ambang   | Brett Hlavacek |
| 2013 Road to Glory Japan 85 kg Tournament     | 3 mai 2013     | Middleweight (-85 kg/187 lb)      | Kengo Shimizu     | Magnum Sakai   |
| 2013 Road to Glory USA 70 kg Tournament       | 11 mai 2013    | Lightweight (-70 kg/154 lb)       | Michael Mananquil | Troy Sheridan  |
| 2013 Road to Glory USA Heavyweight Tournament | 14 juin 2013   | Heavyweight                       | Xavier Vigney     | Maurice Green  |